# Марганцевоорганічна хімія
Марганцевоорганічна хімія — це хімія металоорганічних сполук, що містять хімічний зв'язок між вуглецем і марганцем . В огляді 2009 року Cahiez et al. стверджував, що оскільки марганець є дешевим і якісним (тільки залізо працює краще в цих аспектах), марганцевоорганічні сполуки мають потенціал як хімічні реагенти, хоча в даний час вони не використовуються широко як такі, незважаючи на великі дослідження. 

## Синтез
Про органомарганцеві сполуки вперше повідомили в 1937 році Гілман і Бейлі, які описали реакцію феніллітію та йодиду марганцю (II) з утворенням йодиду фенілмарганцю, який позначають як PhMnI, і дифенілмарганцю, який позначають як Ph2Mn.
Алкілуванням хлориду марганцю (II), броміду марганцю (II) і йодиду марганцю (II) можна отримати інші марганцевоорганічні галогеніди. Йодид марганцю є доволі бажаним, оскільки безводну сполуку можна одержати відразу, з використанням лише марганцю та йоду в ефірі . Типовими алкілуючими агентами є літій- або магнійорганічні сполуки:
RM + MnX
2→ 2RMnX + MX
2RM + MnX
2→ R
2Mn + 2MX
Можна виділити різноманітні органоманганати:
3RM + MnX
2→ R
3MnX + 2MX
4RM + MnX
2→ R
4MnX
2+ 2MX
Органомарганцеві сполуки зазвичай готують у ТГФ, де вони є найбільш стабільними (через комплексоутворення), навіть незважаючи на те, що з багатьма з них потрібно працювати при низьких температурах. Прості сполуки діалкілмарганцю розкладаються шляхом елімінації бета-гідриду до суміші алканів і алкенів.

### Похідні Mn2(CO)10
Багато органомарганцевих комплексів походять від декакарбонілу димарганцю, Mn2(CO)10. Бромування та відновлення літієм дає BrMn(CO)<sub id="mwOA">5</sub> та LiMn(CO)5 відповідно. Ці види є попередниками алкільних, арильних і ацильних похідних:
BrMn(CO) 5 + RLi → RMn(CO) 5 + LiBr
LiMn(CO) 5 + RC(O)Cl → RC(O)Mn(CO) 5 + LiCl
RMn(CO) 5 + CO → RC(O)Mn(CO) 5
Загальна картина реакційної здатності аналогічна більш популярному циклопентадієнілірондикарбонільного димеру .
Сполука Mn(I) BrMn(CO) 5 також є попередником багатьох пі-аренових комплексів: 
BrMn(CO)5 + Ag+ + C6R6  →  [Mn(CO)3(C6R6)]+ + AgBr + 2 CO
Ці катіонні напівсендвічові комплекси сприйнятливі до нуклеофільних добавок з утворенням циклогексадієнілових похідних і кінцевих функціоналізованих аренів.

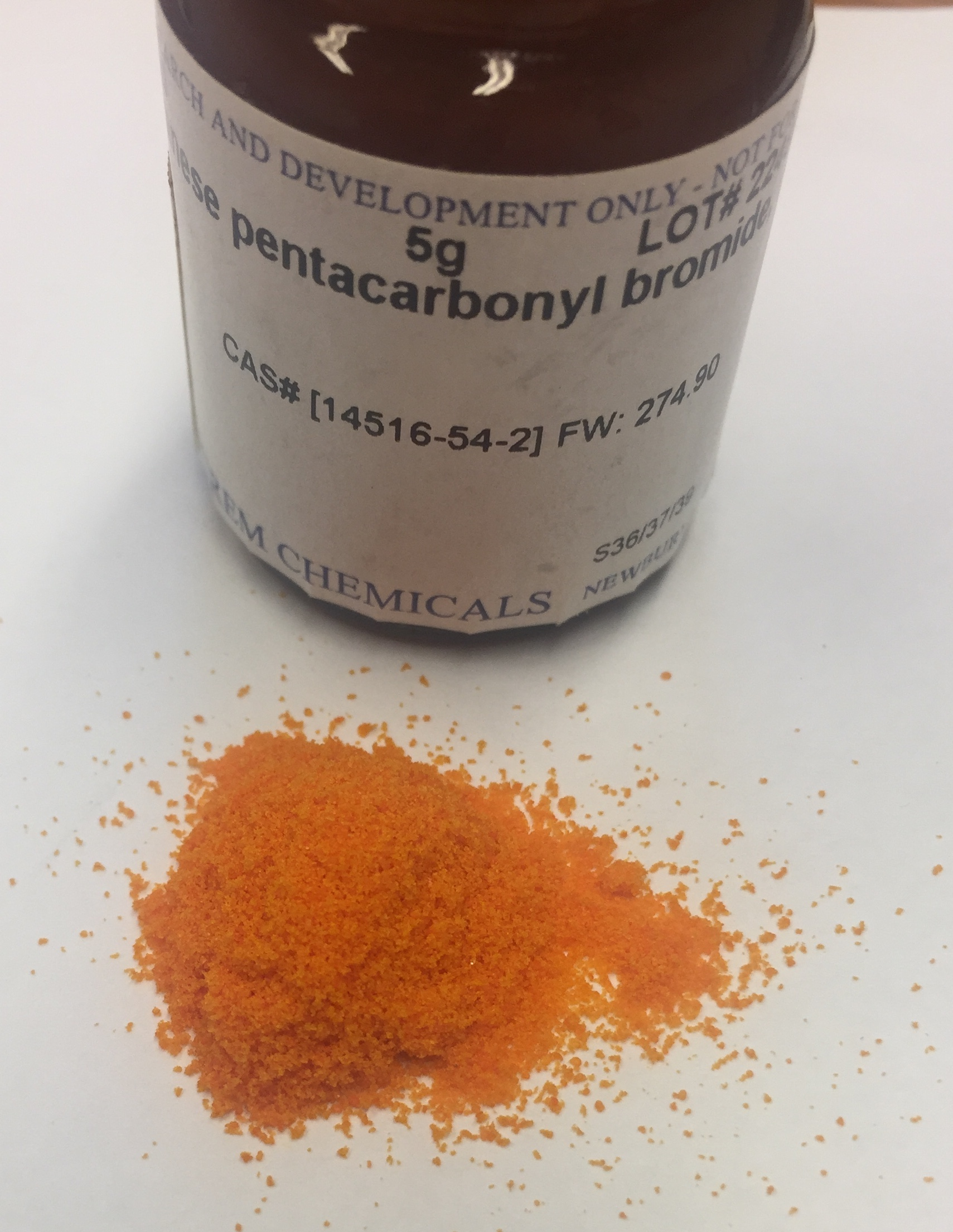
Зразок пентакарбонілброміду марганцю (BrMn(CO) _{5})

## Реакції
Хімія металоорганічних сполук Mn(II) незвичайна серед перехідних металів , що зумовлено високим іонним характером Mn(II)-C зв'зку.  Реакційну здатність подібних сполук можна порівняти з магнійорганічними та цинкорганічними сполуками . Електронегативність Mn (1,55) порівнянна з Mg (1,31) і Zn (1,65), що робить атом вуглецю (EN = 2,55) нуклеофільним . Потенціал відновлення Mn також є проміжним між Mg і Zn.
Органічні марганцеві галогеніди реагують з альдегідами та кетонами утворюючи спирти, з вуглекислим газом до карбонових кислот (при цьому, витримуючи більш високу робочу температуру, ніж відповідні відповідники RLi або RMgBr), діоксид сірки та ізоціанати поводяться як м’які реактиви Гріньяра .Сполуки виявляють більшу чутливість до стеричних, ніж до електронних ефектів.
Вони не реагують з естерами, нітрилами та амідами . 
З ацилгалогенідами сполуки RMnX утворюють відповідні кетони. Ця реакція є хемоселективною і з цієї причини застосовувалася в органічному синтезі .
Деякі аміди марганцю типу RR1 NMnR2 використовуються для депротонування кетонів з утворенням енолятів марганцю. Подібно до енолятів літію, вони можуть далі реагувати з силілхлоридами до силіленольних простих ефірів, з алкілгалогенідами в альфа-алкілуванні та з альдегідами та кетонами до бета-кетоспиртів. Еноляти марганцю також можуть бути отримані переметалюванням галогенідів марганцю з енолятами Li, Mg, K або Na.
Галогеніди марганцю є каталізаторами в кількох реакціях гомо- та перехресного сполучення за участю станнанів і Гріньяра, в яких беруть участь марганцеві проміжні сполуки. Подібним чином реакції сполучення, що включають галогеніди марганцю, каталізуються сполуками Pd, Ni, Cu та Fe.
Хлорид марганцю є попередником марганцевоорганічних реагентів в органічній хімії. 

### Активований марганець
Комерційний порошок марганцю не підходить для синтезу марганцевоорганічних сполук. 
У 1996 році Rieke представив активований марганець (див. Rieke metal ), отриманий реакцією безводного хлориду марганцю (II) з металевим літієм у розчині каталітичної кількості нафталіну. Іншими відновниками є калієвий графіт і магній. Активований марганець полегшує Mn реакцію Барб'є та пінакольне сполучення .

## Високовалентні сполуки
Відомо кілька марганцевоорганічних сполук з валентністю +3 або +4. Першим відкритим (1972) був Mn(nor)4 , де nor- нонброніл, з чотирма норборніловими ланками. У 1992 році було повідомлено про октаедричний комплекс [MnIVMe6]-2, отриманий реакцією MnMe4(PMe3) з метиллітієм з наступним додаванням TMED (тетраметилетилендиамін).

## Дивіться також
- Ренійорганічні сполуки(інші мови)